# Hans Ruin
Hans Waldemar Ruin (Helsinki, 18 de junio de 1891-Estocolmo, 3 de noviembre de 1980) filósofo y escritor suecófono finés. 
Estudió en la Universidad de Helsinki y tuvo dos hijos con su esposa Karin "Kaisi" Sievers.
- Datos: Q4356127
- Multimedia: Hans Ruin / Q4356127